# 鮭 (高橋由一)

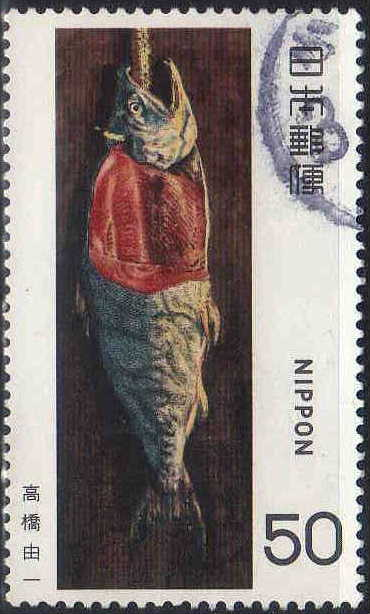
『鮭』を描いた切手

『鮭』（さけ）は、明治初期の洋画家、高橋由一による油彩画である。東京芸術大学大学美術館が所蔵する日本の重要文化財に指定された作品を含む計3点が由一の真筆と認められており、『花魁』と並ぶ由一の代表作品である。様々な歴史や美術の教科書に掲載された他、1980年（昭和55年）の近代美術シリーズや、2020年（令和2年）の美術の世界シリーズなどに切手画題として選出された。3点の鮭図の他、神奈川県立歴史博物館が所蔵する『川鱒図』をこの連作に加える場合もあるが、『川鱒図』については諸説があるため後述する。

## 背景
日本橋浜町に新たに居を構えた由一は洋画の普及のために1873年（明治6年）6月、天絵社という画塾を開き、生徒を集めて指導を始めた。門人の淡島椿岳や川端玉章、岡本春暉、幸野楳嶺、荒木寛畝らが同塾で由一に師事したとされている。手探りでの塾の運営を続ける中で、1876年（明治9年）6月より月例での天絵社主宰による作品展覧会を開催することとなった。由一の作成した『展覧会規則諸言』には「画ハ物形ヲ写スノミナラズ併セテ物質ヲ写得スルガ故ニ、人ヲシテ感動セシム」とあり、由一の徹底した写実主義を追求する心構えを見ることができる。由一は指導の傍らに展覧会へ出品する作品の制作に傾注し、毎月3品ほどの出展をおよそ5年間続けた。この時期は由一の創作活動においてもっとも充実した時期だったとされ、一連の『鮭』の油絵はこうした時期に描かれたものと見られている。
また、自分の画塾での月例展覧会の他にも、1875年（明治8年）10月に国沢新九郎の画塾で開催された洋画展において由一の描いた『乾物図』が出品されていた記録や、浅草花やしきで1876年（明治9年）4月に開催された油絵展において『乾魚図』が出品されていた記録が残されている他、1878年（明治11年）11月に京都の洋画展覧会に『鮭の図』が出品されており、未発見の複数の鮭図が存在している可能性も指摘されている。

## 作品
荒縄に結ばれた新巻鮭が半身を切り取られた状態でぶら下がっている。西洋の油絵技術を本格的に学んだ由一によって制作された本作品は、油絵具の特性をそのまま利用し、鮭のリアルな質感を表現している。由一は複数回に渡って『鮭』を画題に選定しているが、これは西洋画の特徴である「正確さ（写実性）」を鑑賞者に端的に伝えることで、この技術を広く普及させることを目的としていたためであり、食材や家財物など、誰もが知っているもの、見たことのあるものの中から意図して選択されたものと見られている。また、美術史家の北澤憲昭や古田亮は、『鮭』の主題が師走の時期に描かれたことが多いことから、お歳暮の贈答品として実物の新巻ではなく実物と見紛う絵画の新巻を贈るという趣向が働いたのではないかと推察している。画家のナカムラクニオは、鮭がアイヌ語で「カムイチェプ」（神の魚）と呼ばれ、明治時代の北海道開拓者たちにとって重要なアイコンになっていた点を指摘し、洋画という新しい絵画分野を開拓する象徴として採用したのではないかと推察している。
洋画としては珍しく縦長の構図で、江戸時代以前の床の間に掛軸を掛ける習慣のあった名残ではないかと指摘されている。画材としては洋紙と油絵具が使用されており、これは美濃和紙に礬砂を引いて絵を描いていた蕃書調所の影響を受けたものと思われる。下書きがなく直接描き込まれていることから、実物の鮭を見て描いたものと考えられている。
鱗の部分には緻密なスクラッチ技法が用いられており、リアルな絵肌を再現している。この技法が用いられているのは重要文化財に指定された作品のみであり、技術指導したアントニオ・フォンタネージの手が入っている可能性も考えられる。画家の佐藤一郎は、他の作品と比較してこの鮭図のみが技術的に飛び抜けている点や、チャールズ・ワーグマンやフォンタネージに師事した際の由一の年齢などを理由に由一作とされる点に疑問を発している。
リアルを求め、写実性の高さを訴求していた由一にとって、署名や落款はその価値を減ずるものとする考えを持っていたため、本作品においてもサインはしたためられていない。
| 左山形美術館所蔵の『鮭』右笠間日動美術館所蔵の『鮭』  |  | 左山形美術館所蔵の『鮭』右笠間日動美術館所蔵の『鮭』 |
| 左山形美術館所蔵の『鮭』 右笠間日動美術館所蔵の『鮭』 |  |                                                      |

## 制作時期
東京芸術大学大学美術館の『鮭』は、1897年（明治30年）5月に東京芸術大学が買い入れ、所蔵したものである。制作時期については切り身部分が色を塗り重ねるイタリア系の技法が使われていることから、由一がフォンタネージから技術指導を受けた1876年（明治9年）9月以降の作品ではないかと推論されている。古田は東京芸術大学大学美術館が所蔵する『鮭』は一際大きいことから、1878年（明治11年）1月1日に開業した油絵縦覧所に出品された『大鮭の図』がこれに該当するのではないかと推察しており、1877年（明治10年）に制作されたものではないかとしている。
山形美術館が所蔵する『鮭』は、1964年（昭和39年）に秋田県湯沢市で発見され、山形県北村山郡楯岡町（現・村山市）の旅館「伊勢屋」の帳場に掲げられていたことから『伊勢屋の鮭』と呼ばれていた。由一は1887年（明治20年）10月に山形に赴き、伊勢屋に宿泊したとされているが、この鮭図が滞在中に制作したものなのか、その前後に制作したものなのかについては判っていないが、静物画の制作に注力した1877年（明治10年）から1880年（明治13年）の時期に制作されたとする説が有力視されている。
笠間日動美術館が所蔵する『鮭』についてはそれよりもやや遅く、1879年（明治12年）から1880年（明治13年）の作品として公表されている。ヤンマーディーゼル創業者の山岡孫吉によって蒐集されたコレクションのひとつであり、長期に渡って幻の作品とされていたが、2000年（平成12年）に日動美術財団へ寄贈された。

## 評価

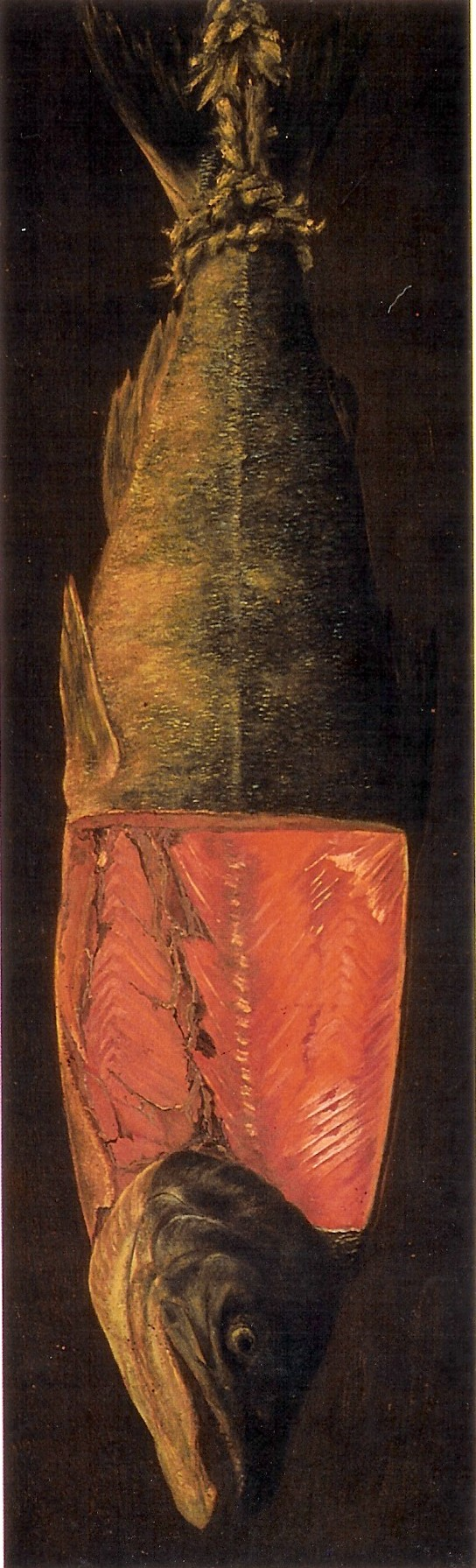
神奈川県立歴史博物館所蔵の『川鱒図』

1877年（明治10年）12月の天絵社月例展に寄せられた『塩鮭の図』について洋画家の平木政次は『明治初期洋画壇回顧』にて「この時の会場で記憶に残って居りますのは、やはり高橋先生の作品です。中でも『塩鮭の図』は先生の傑作だと思ひます。一尾の鮭をつるしてその半身を切り取って肉を見せた図で、当時驚いてその写実力に敬服したものです。」と絶賛している。
文学者の芳賀徹は、『幕末のある洋画家』の中で武士から画家へと転向した由一の背景に触れるとともに、鮭図の中に「意志的に剣を捨てて、絵筆を構えた人」の気魄が見られると評している。美術史家の高階秀爾は、「迫真的な描写にもかかわらず奇妙なほど空気の存在を感じさせない。われわれは、対象とわれわれとのあいだに本来あるべきはずの空気の媒介なしに、文字通りじかに対象と直面させられる。そこには、ある種の目まいにも似た距離感の喪失がある。」として由一の作品が纏う緊迫感について解説している。一方で後年に制作した風景画には『鮭』や『花魁』、『豆腐』に見られたような造形力は失われていると批判している。
画家のナカムラクニオは、代表的な静物画家としてルイス・メレンデスやジャン・シメオン・シャルダンを挙げ、由一の『鮭』はこれらと比較しても劣らないとしており、その理由として「宗教画のように解釈を必要としない、純粋な日本人の眼で見た、民衆のための「フォトリアリズム」だったこと」を挙げている。『鮭』にはヴァニタスのような教訓めいた押しつけがなく、ただただ写真のような本物そっくりな絵が描けたことに対する純粋な喜びが介在しているだけであり、即物的なシンプルさにこそささやかな感動が生まれていると指摘している。

## 類型の作品
『鮭』3点の類型作品として1884年（明治17年）ごろに制作されたと言われる『川鱒図』があり、鮭図と異なり尻尾からぶら下げられている点が特徴と言える。しかしながらこの作品は山形県酒田市の画家、写真師である池田亀太郎によるものとする説もある。
亀太郎が居住していた酒田には、1884年（明治17年）10月5日から14日まで由一が滞在しており、その際に「絵描きになりたいなら先ず写真術を習いなさい」と薫陶を受けたことが池田家に伝わっているとされる。この他、亀太郎の作品としては『塩鮭図』が知られており、酒田市の指定文化財となっている。
また、由一や亀太郎以外にも鮭を画題とした作品がいくつか確認されているが、文化研究者の木村毅は『ラグーザ玉自叙伝』の中で、初期美術学校生徒の遺作のなかに乾鮭を描いたものが複数点あったとして、この時代において画題に「鮭」を選択することは特に珍しいことでもなかったと指摘している。